# La Leçon de musique interrompue
La Leçon de musique interrompue (en néerlandais : Onderbreking van de muziek) est une huile sur toile de Johannes Vermeer réalisée vers 1658-1659. Mesurant 39,4 cm de haut et 44,5 cm de large, le tableau est exposé à la Frick Collection de New York.

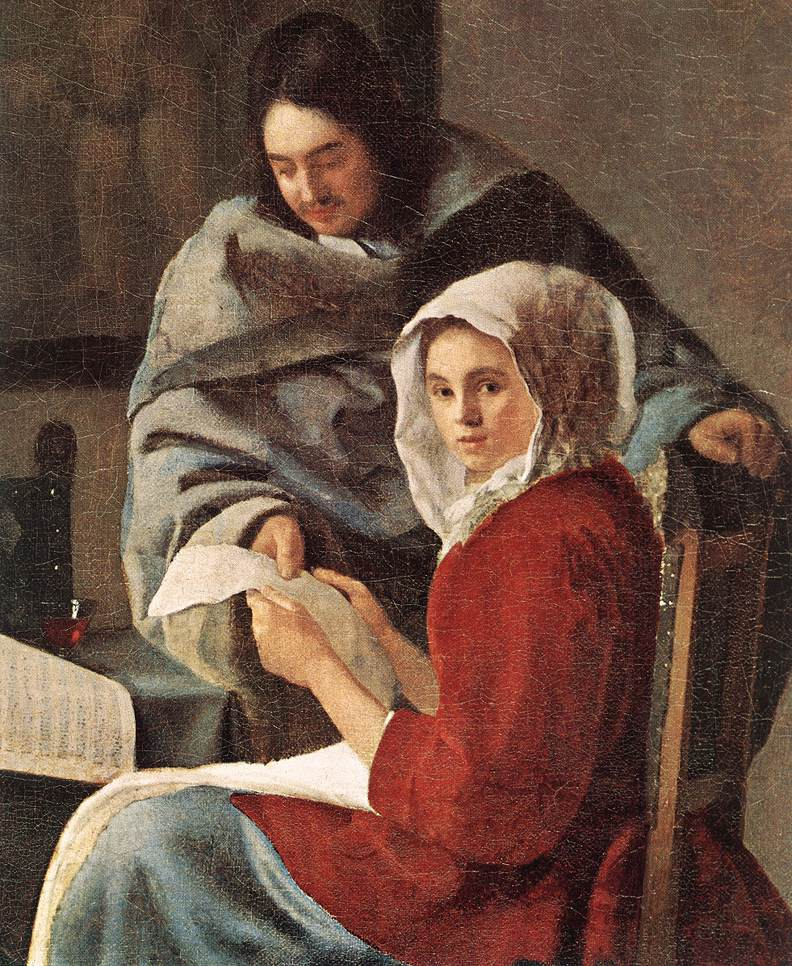
Détail

## Description

### Le verre de vin
Le verre de vin, discrètement montré sur la table derrière le livre de musique, est lié à la fois la joie et de la séduction. Au XVIIe siècle, il était populaire à peindre des scènes montrant les fêtes avec des boissons, des jeux et des musiciens. Plus tard, ces grands rassemblements ont été remplacés par des fêtes plus intimes avec seulement deux ou trois personnes. Au cours de cette période, boire du vin était également associé à l'amour. Le verre est plein et intact, ce qui symbolise la relation entre l'homme et la femme[réf. souhaitée].

### La fenêtre
La fenêtre présente à la gauche du tableau illumine les deux personnages et la pièce dans laquelle ils se trouvent.

### La chaise
Les chaises représentées viennent probablement d'Espagne. Elles font partie des quelques objets de ce tableau qui n'ont pas été endommagés par une restauration lourde. Les moindres détails sont visibles, y compris la sculpture en tête de lion, les rivets en laiton et le motif en losange, populaire sur les meubles de cette époque.

### Le tableau
Sur le mur derrière les personnages, il y a une peinture de Cupidon, comme sur Une dame debout au virginal, peut-être un tableau possédé par sa belle-mère Maria Thins[réf. nécessaire].

### Le pichet
Le pichet est fait de faïence et d'argent. Il a probablement été utilisé pour servir le vin. Delft était le centre de la faïence de cette époque. 

### L'homme
Les vêtements de l'homme indiquent  qu'il est aisé, ou d'une haute classe.

## Restauration
Le tableau est en mauvais état, il a subi des restaurations notamment en 1907 ; ce qui rendent son étude difficile. La cage à oiseaux près de la fenêtre n'est probablement pas d'origine.